# Keurvereniging van Rhense
De keurvereniging van Rhense of Rhens is de naam gegeven aan de ontmoeting (keurvorstendag) van zes van de zeven keurvorsten die op 16 juli 1338 in Rhens plaatsvond en waarop een overeenkomst werd gesloten. Buiten Jan, de koning van Bohemen, waren alle andere keurvorsten aanwezig: aartsbisschop Boudewijn van Luxemburg voor het keurvorstendom Trier, aartsbisschop Hendrik III van Virneburg voor het keurvorstendom Mainz, aartsbisschop Walram van Gulik voor het keurvorstendom Keulen, paltsgraaf Rudolf II en paltsgraaf en keurvorst Ruprecht I van de Palts voor het paltsgraafschap aan de Rijn alsook Lodewijk, de markgraaf van Brandenburg, en Rudolf I, de hertog van Saksen-Wittenberg.
De achtergrond voor deze ontmoeting was het niet opgeloste conflict tussen keizer Lodewijk IV en paus Benedictus XII. De houding van de paus, die uiteindelijk voet bij stuk hield en de keizer elke erkenning weigerde, leidde tot een anti-curie-stemming in het Rijk en tot protest van de keurvorsten, die erbij bleven dat slechts hun keuze (door stemming bij meerderheid) van doorslaggevende betekenis was en geen verder pauselijke bevestiging behoefde. De keurvorsten hadden elkaar eerst in Oberlahnstein ontmoet, maar kort daarop de bijeenkomst naar Rhens verhuisd.

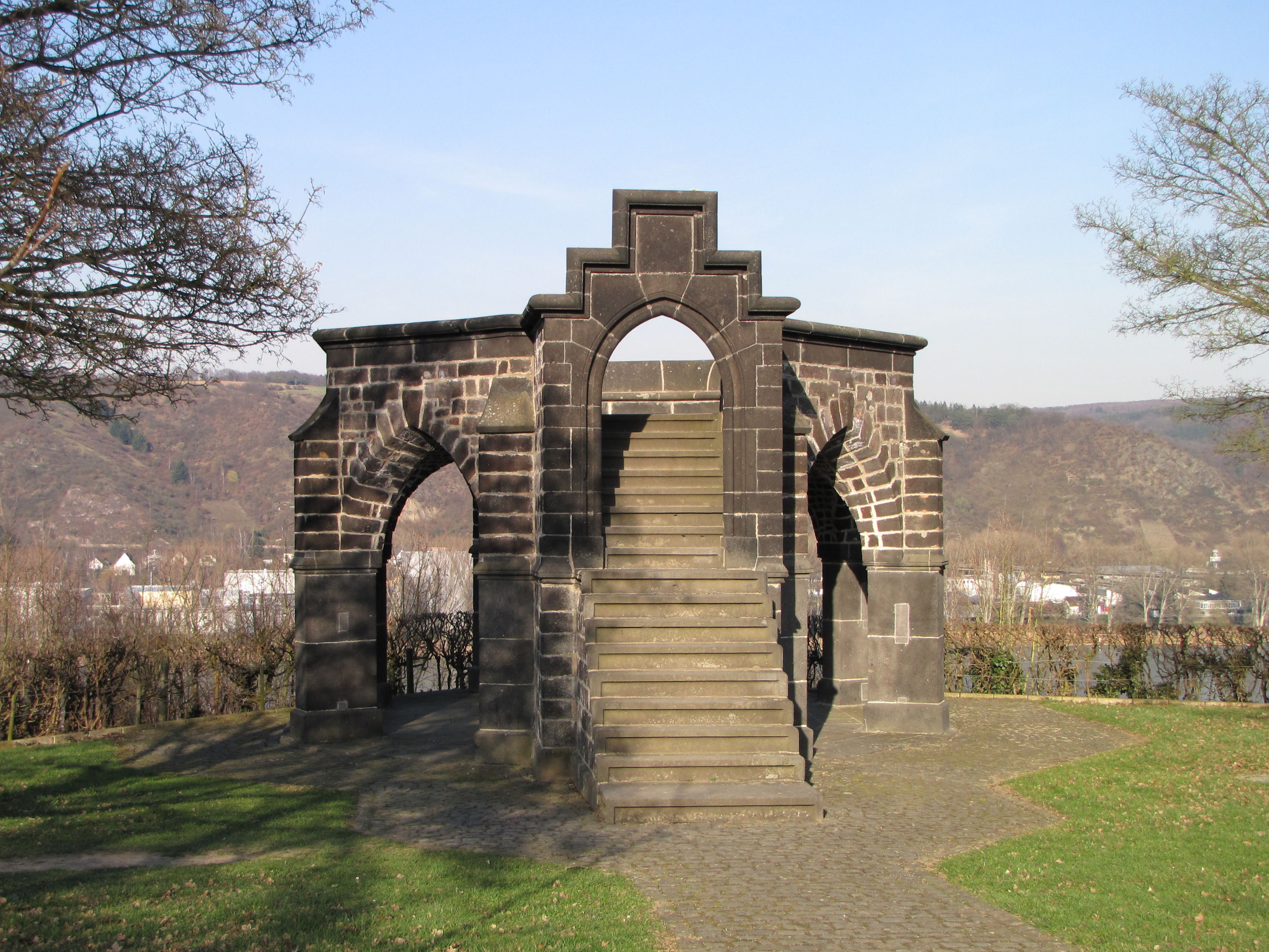
De zogenaamde Koningsstoel van Rhens staat op de plaats waar tweemaal een rooms-koning werd verkozen: in 1346 Karel IV en in 1400 Ruprecht van de Palts. Hier bouwde men tussen 1376 en 1398 een stenen "stoel" waarop elke verkozen koning sindsdien op zijn tocht van Frankfurt naar Aken voor zijn kroning zat om de eed af te leggen aan de keurvorsten.

Daar sloten ze op 16 juli 1338 voor onbepaalde tijd een verbond die hun standpunt nog eens bekrachtigde: alleen de keurvorsten verkiezen de rooms-koning en dus de toekomstige keizer. Ze wezen dus de pauselijke inmenging af (pauselijke approbatio) in de voor hen voorbehouden bevoegdheden en verlangden voor de verdediging van de rechten van het Rijk dat ook de andere leden van het Rijk deze verklaring onderschreven, die door Boudewijn van Trier op doorslaggevende 
wijze werd bespoedigd. De verklaring was echter principieel van aard en had het niet op het conflict tussen Lodewijk en de Romeinse curie gemunt – het had geen betrekking op de persoon van de keizer, wat Lodewijk echter later zelf wel zou doen (Licet iuris).
Voor de constitutie van het Heilige Roomse Rijk was de keurvereniging van grote belang, omdat daar ook het meerderheidsprincipe werd vastgelegd en het keurvorstencollege als dusdanig definitief vestigde. Want de keurvorsten waren voor de eerste maal niet voor de verkiezing van een koning, maar om politieke problemen op te lossen samengekomen die zich tijdens de regering van een zetelende koning hadden voorgedaan. Bovendien beschouwden de keurvorsten het als gegeven dat zij en niet bijvoorbeeld de koning de rechten van het Rijk behartigden. In de strijd met de paus hielp de verklaring van de keurvereniging Lodewijk echter weinig – veelmeer werd hiermee ook de afhankelijkheid van het keurvorstencollege duidelijk.
Aan de keurvereniging van Rhense herinnert de zogenaamde Koningsstoel van Rhens, een bouwwerk uit 1842, dat een - zij het niet al te nauwkeurige - reconstructie van een oudere bouwwerk 14e eeuw was.